# Metharpinia floridana
Metharpinia floridana is een vlokreeftensoort uit de familie van de Phoxocephalidae. De wetenschappelijke naam van de soort is voor het eerst geldig gepubliceerd in 1933 door Clarence Raymond Shoemaker.